# خوانيتا نيلسن
خوانيتا نيلسن (بالإنجليزية: Juanita Nielsen)‏ هي ناشرة أسترالية، ولدت في 22 أبريل 1937 في New Lambton, New South Wales ‏ في أستراليا، وتوفيت في 4 يوليو 1975.